# Ремизова (деревня)
Ре́мизова — деревня в Качугском районе Иркутской области России. Входит в Верхоленское муниципальное образование.
Находится на правом берегу Лены, в 4 км к северо-западу от центра сельского поселения, села Верхоленск.

## Население
| 2002 | 2010 | 2011 | 2012 |
| ---- | ---- | ---- | ---- |
| 72   | ↘56  | →56  | →56  |

Гендерный состав
По данным Всероссийской переписи в 2010 году 23 мужчины и 33 женщины из 56 человек.